# Luciano Dídimo
Luciano Dídimo Camurça Vieira (Fortaleza, 22 de fevereiro de 1971), é um administrador, poeta e escritor brasileiro.

## Biografia
Filho de Horácio Dídimo Pereira Barbosa Vieira e Maria Evendina Camurça Vieira. É casado com Ruth Leite Vieira desde 03 de julho de 1993, com quem tem cinco filhos.
Graduado em Administração de Empresas pela Universidade Estadual do Ceará. Graduado em Direito pela UNIFOR - Universidade de Fortaleza. Pós-graduado em Direito do Trabalho e Processo do Trabalho pela UNIDERP.
Servidor Público Federal no cargo de Analista Judiciário do Tribunal Regional do Trabalho da 7ª Região. Diretor de Secretaria da 7ª Vara do Trabalho de Fortaleza. Secretário de Imprensa e Cultura do Sindissétima - Sindicato dos Servidores da 7ª Região da Justiça do Trabalho nos biênios 2016/2017 e 2018/2019. 
Membro da Ordem dos Carmelitas Descalços Seculares (OCDS). Presidente Provincial da OCDS (Província São José) nos triênios 2013-2016 e 2016-2019. Membro da Academia Brasileira de Hagiologia (ABRHAGI), integrando sua diretoria como Relações Públicas nos biênios 2016/2017 e 2018/2019, e eleito seu presidente no biênio 2020/2021. Também é membro da Academia de Ciências, Letras, Artes e Ofícios de Pindoretama (ACLAP); membro da Academia Virtual Internacional de Poesia, Arte e Filosofia (AVIPAF), membro da Academia Virtual dos Poetas da Língua Portuguesa (AVPLP) e membro da Academia de Letras dos Municípios do Estado do Ceará (ALMECE). Presidente do Instituto Horácio Dídimo de Arte, Cultura e Espiritualidade.

## Obras
Como autor
- O Meu Carmelo é Marrom (2011),[8]
- A Rosa da Certeza (2016),[9]

Como organizador
- O Sol do Amor - Exercícios de Admiração para Horácio Dídimo (2019),
- Maria, Mãe da Poesia (2019),
- 100 Sonetos de 100 Poetas (2019),
- Odisseias Literárias (2019).